# كمال الدين ملاش
كمال الدين ملاش (مواليد 1 يناير 1992) هو لاعب كرة يد سوري المولد  يلعب لصالح نادي الجيش القطري ويمثل منتخب قطر.

## روابط خارجية
- كمال الدين ملاش على موقع أوليمبيديا (الإنجليزية)